# Union Hall
Union Hall – jednostka osadnicza w Stanach Zjednoczonych, w stanie Wirginia, w hrabstwie Franklin.